# Уайт Сандс
Уайт Сандс (на английски: White Sands) е ракетна база в Ню Мексико под командването на Армията на САЩ.
Заема площ от около 8287 км2, приблизително 3 пъти повече от Род Айлънд, което го прави най-голямото военно съоръжение в САЩ.

## Описание
Ракетната база получава името си „Бели пясъци“ от белите пясъци, които покриват по-голямата част от територията. Те се състоят от гипсови кристали от околните планини.

## Ракетни и ядрени тестове
Базата е основана на 9 юли 1945 г. На 16 юли 1945 г. е проведен първият тест на ядрено оръжие в света, носещ кодовото название „Тринити“.
След края на Втората световна война много ракети „Фау-2“, заедно с германски ракетни учени, са доставени в базата и са включени в проекта „Хермес“ и операция „Кламер“. През пролетта на 1945 г. лабораторията за реактивно задвижване изпробва ракетата Привейт Еф в базата. Първата американска насочвана ракета с ядрен капацитет МГМ-5 е тествана в Уайт Сандс.

## Използване от НАСА
НАСА установява тестово съоръжение в границите на базата през 1963 г. От 1963 до 1966 г. НАСА изстрелва бустерите „Литъл Джо II“ от Комплекса за изстрелване 36, за да тества системата за катапултиране към програмата Аполо. След това НАСА използва зоната за приземяване за тестове на космическата совалка.

## Употреба от ВВС
ВВС на САЩ има съоръжения в базата.

## Шпионаж
Уайт Сандс е шпиониран често, но не всички шпиони са заловени. Все ще не е известен съветският шпионин с кодово име „Персей“.